# Огнивцев, Сергей Борисович
Сергей Борисович Огнивцев (род. 10 сентября 1951 года, Керчь) — российский экономист, заместитель директора по науке Всероссийского института аграрных проблем и информатики им. А. А. Никонова (1996—2003), доктор экономических наук, профессор, заслуженный деятель науки Российской Федерации. Автор учебников по мировой экономике.

## Биография
В 1974 году с отличием окончил факультет управления и прикладной математики Московского физико-технического института по специальности автоматизированные системы управления.
С 1974 по 1977 год проходил обучение в очной аспирантуре Московского физико-технического института по специальности математическая экономика под научным руководством академика РАН Александра Александровича Петрова.
С 1977 по 1984 год работал младшим научным сотрудником Вычислительного Центра АН СССР в лаборатории академика АН СССР Н. Н. Моисеева. С 1977 по 1980 год был ответственным исполнителем работ по моделированию развития сельскохозяйственного производства на европейской территории России, размещения сельскохозяйственного производства в Ростовской области и других регионах страны.
В 1979 году защитил кандидатскую диссертацию на соискание учёной степени кандидата физико-математических наук по теме «Методы построения множеств достижимости и их применение в задачах планирования».
В 1995 году защитил докторскую диссертацию по экономике во Всероссийском Институте Аграрных Проблем и Информатики имени А. А. Никонова, с 2000 года профессор.
С 1996 года по 2003 год работает во Всероссийском институте аграрных проблем и информатики им. А. А. Никонова в должности заместителя директора по науке, с 2003 года — главным научным сотрудником.
С. Б. Огнивцев ведёт научную общественную работу, являясь заместителем председателя диссертационного совета ВИАПИ, членом диссертационного совета МСХА им. К. А. Тимирязева, членом редакционной коллегии журнала «Экономика сельскохозяйственных и перерабатывающих предприятий» Архивная копия от 23 мая 2010 на Wayback Machine, действительным членом Международной академии информатизации, действительным членом Российской академии естественных наук.

## Научные степени и звания
- Заслуженный деятель науки Российской Федерации (2007 год)
- Академик Российской академии естественных наук
- Почётная грамота Министерства сельского хозяйства Российской Федерации (2001 год)
- Доктор экономических наук (1995 год)
- Кандидат физико-математических наук (1979 год)

## Основные научные труды
Сергей Огнивцев — автор более 250 научных и научно-публицистических работ. Основные труды:
- С. Б. Огнивцев. Россия в эссе. Сборник. — М.: Энциклопедия российских деревень, 1999. — 104 с. — ISBN 5-88367-033-4.
- А. Г. Мовсесян, С. Б. Огнивцев. Мировая экономика. Учебник. — М.: Финансы и статистика, 2001. — 656 с. — 5000 экз. — ISBN 5-279-02382-5.
- С. Б. Огнивцев. Модель прогнозирования зернового рынка и методика её использования. — М., 2002. — (Труды ВИАПИ).
- С. Б. Огнивцев, С. О. Сиптиц. Моделирование АПК: теория, методология, практика. — М.: Энциклопедия российских деревень, 2002. — 280 с.
- А. Г. Мовсесян, С. Б. Огнивцев. Краткая история мировой экономики и человечества. — М.: Экос, 2002. — 204 с. — 1000 экз. — ISBN 5-900965-27-9..
- А. Г. Мовсесян, С. Б. Огнивцев. Международные валютно-кредитные отношения. Учебник. — М.: Инфра-М, 2006. — 312 с. — (Высшее образование). — 3000 экз. — ISBN 5-16-002286-4..
- С. Б. Огнивцев. Интеллектуальная собственность Российской академии сельскохозяйственных наук и её использование // Экономика сельскохозяйственных и перерабатывающих предприятий. — 2009. — № 2. — С. 23—27.